# Ombrotrella beccalonii
Ombrotrella beccalonii är en insektsart som beskrevs av Andrej Vasiljevitj Gorochov 2006. Ombrotrella beccalonii ingår i släktet Ombrotrella och familjen syrsor. Inga underarter finns listade i Catalogue of Life.